# Una vita spezzata (film 2008)
Una vita spezzata (A Broken Life) è un film del 2008 diretto da Neil Coombs.

## Trama
Max (Tom Sizemore) è un mediocre correttore di bozze che ha gradualmente rinunciato a tutti i sogni della sua vita e che ha deciso di farla finita in grande stile. Vuole ripercorrere, filmato da una telecamera, alcuni dei momenti che l'hanno spinto a decidere di porre fine alla sua vita, ma questo suo ultimo grande giorno, lo spingerà a conoscere un nuovo se stesso e a dare una vera svolta alla sua vita.